# Universums accelererande expansion
Universums accelererande expansion är ett begrepp inom kosmologi, som syftar på att universum tycks expandera i allt snabbare takt. Universums expansionstakt är inte noll, vilket formellt beskrivs med att skalfaktorn {\displaystyle a(t)} i Friedmanns ekvationer har en positiv andraderivata. Detta innebär att hastigheten med vilken en avlägsen galax avlägsnar sig från oss kontinuerligt ökar med tiden.  Här är den bortflyende hastigheten densamma som den uttrycks av parametern H i  Hubbles lag. Företeelsen infördes initialt som en fuskfaktor för att tolka mätresultaten 1998 från de två forskargrupperna Supernova Cosmology Project och High-z Supernova Search Team.
År 1998 tolkades observationer av avlägsna supernovor typ Ia som att universums expansion accelererar sedan omkring en rödförskjutning av z ~ 0,5. Såväl 2006 års Shawpris i astronomi som 2011 års Nobelpris i fysik tilldelades Saul Perlmutter, Brian P. Schmidt och Adam G. Riess som ledare av de nämnda forskargrupperna för ”upptäckten 1998 av universums accelererande expansion genom observationer av avlägsna supernovor”.
De svenska forskarna Ariel Goobar och Jesper Sollerman, verksamma vid Oskar Klein Centre på Albanova, deltog aktivt i de prisbelönade forskningssamarbetena.

## Bekräftelser
Dessa resultat bygger på att de uppmätta ljusstyrkorna omräknats till avstånd och hastighet med rödförskjutningsvärden enligt FLRW-metrik som rimmar med den gängse Lambda-CDM-modellen. På senare år har de första observationerna bekräftats av flera oberoende källor: den kosmiska bakgrundsstrålningen och storskalig struktur, skenbara storleken hos baryoners akustiska oscillationer, universums ålder samt förbättrade supernovamätningar, och röntgenegenskaper hos galaxhopar.

## Förklarande modeller
Modeller som försöker förklara den accelererande expansionen, innehåller vanligtvis någon form av mörk energi: kosmologiska konstanten, kvintessens, mörk vätska eller fantomenergi. Den viktigaste egenskapen för mörk energi är att den har en tillståndsekvation med negativt förhållande mellan tryck och densitet, och fördelas relativt jämnt i rymden.
Det finns också ett antal alternativa kosmologiska modeller som har annorlunda förklaringar.